# Tour de Suisse 2013
77. edycja wyścigu kolarskiego Tour de Suisse odbyła się od 8 czerwca do 16 czerwca 2013 roku. Trasa tego wieloetapowego wyścigu liczyła dziewięć etapów, o łącznym dystansie 1318,6 km. Wyścig zaliczany był do rankingu światowego UCI World Tour 2013. 
Tomasz Marczyński nie ukończył wyścigu.

## Uczestnicy
Na starcie wyścigu stanęło 21 ekip. Wśród nich wszystkie dziewiętnaście ekip UCI World Tour 2013 oraz dwie inne zaproszone przez organizatorów. 
Lista drużyn uczestniczących w wyścigu:
| Numery  | Kod | Drużyna                     |
| ------- | --- | --------------------------- |
| 1-8     | MOV | Movistar Team               |
| 11-18   | SKY | Sky Procycling              |
| 21-28   | KAT | Team Katusha                |
| 31-38   | RTL | RadioShack-Leopard          |
| 41-48   | GRS | Garmin-Sharp                |
| 51-58   | OPQ | Omega Pharma-Quick Step     |
| 61-68   | BMC | BMC Racing Team             |
| 71-78   | BLA | Blanco Pro Cycling Team     |
| 81-88   | CAN | Cannondale Pro Cycling Team |
| 91-98   | ALM | Ag2r-La Mondiale            |
| 101-108 | AST | Pro Team Astana             |

| Numery  | Kod | Drużyna           |
| ------- | --- | ----------------- |
| 111-118 | LAM | Lampre-Merida     |
| 121-128 | OGE | Orica-GreenEDGE   |
| 131-138 | TST | Team Saxo-Tinkoff |
| 141-148 | LTB | Lotto-Belisol     |
| 151-158 | EUS | Euskaltel-Euskadi |
| 161-168 | FDJ | FDJ               |
| 171-178 | VCD | Vacansoleil-DCM   |
| 181-188 | ARG | Argos-Shimano     |
| 191-198 | IAM | IAM Cycling       |
| 201-208 | SOJ | Sojasun           |

## Etapy
| Etap | Data       | Start - Meta            | km       | Typ | Zwycięzca etapu    | Lider         |
| ---- | ---------- | ----------------------- | -------- | --- | ------------------ | ------------- |
| 1    | 8 czerwca  | Quinto                  | 8,1 ITT  |     | Cameron Meyer      | Cameron Meyer |
| 2.   | 9 czerwca  | Quinto - Crans-Montana  | 117,2    |     | Bauke Mollema      | Cameron Meyer |
| 3.   | 10 czerwca | Montreux - Meiringen    | 203,3    |     | Peter Sagan        | Mathias Frank |
| 4.   | 11 czerwca | Innertkirchen - Buochs  | 161      |     | Arnaud Démare      | Mathias Frank |
| 5.   | 12 czerwca | Buochs - Leuggern       | 176,4    |     | Alexander Kristoff | Mathias Frank |
| 6.   | 13 czerwca | Leuggern - Meilen       | 186,1    |     | Grégory Rast       | Mathias Frank |
| 7.   | 14 czerwca | Meilen - La Punt        | 206      |     | Rui Costa          | Mathias Frank |
| 8.   | 15 czerwca | Zernez - Bad Ragaz      | 180,5    |     | Peter Sagan        | Mathias Frank |
| 9.   | 16 czerwca | Bad Ragaz - Flumserberg | 26,8 ITT |     | Rui Costa          | Rui Costa     |

### Etap 1 - 08.06: Quinto, 8,1 km
| #  | Zawodnik          | Zespół | Czas   |
| -- | ----------------- | ------ | ------ |
| 1  | Cameron Meyer     | OGE    | 9' 40” |
| 2  | Niki Terpstra     | OPQ    | + 10"  |
| 3  | Heinrich Haussler | IAM    | + 14"  |
|    |                   |        |        |
| 88 | Tomasz Marczyński | VCD    | + 50"  |

| #  | Zawodnik          | Zespół | Czas   |
| -- | ----------------- | ------ | ------ |
| 1  | Cameron Meyer     | OGE    | 9' 40” |
| 2  | Niki Terpstra     | OPQ    | + 10"  |
| 3  | Heinrich Haussler | IAM    | + 14"  |
|    |                   |        |        |
| 88 | Tomasz Marczyński | VCD    | + 50"  |

### Etap 2 - 09.06: Quinto - Crans-Montana, 117,2 km
Etap 2 (170,7 km) został skrócony z powodu warunków atmosferycznych.
| #  | Zawodnik          | Zespół | Czas       |
| -- | ----------------- | ------ | ---------- |
| 1  | Bauke Mollema     | BLA    | 2h 43' 00” |
| 2  | Mathias Frank     | BMC    | + 11"      |
| 3  | Thibaut Pinot     | FDJ    | + 11"      |
|    |                   |        |            |
| 92 | Tomasz Marczyński | VCD    | + 9' 27"   |

| #  | Zawodnik          | Zespół | Czas       |
| -- | ----------------- | ------ | ---------- |
| 1  | Cameron Meyer     | OGE    | 2h 53' 06” |
| 2  | Ryder Hesjedal    | GRS    | + 3"       |
| 3  | Mathias Frank     | BMC    | + 5"       |
|    |                   |        |            |
| 88 | Tomasz Marczyński | VCD    | + 9' 50"   |

### Etap 3 - 10.06: Montreux - Meiringen, 203,3 km
| #  | Zawodnik          | Zespół | Czas       |
| -- | ----------------- | ------ | ---------- |
| 1  | Peter Sagan       | CAN    | 4h 46' 27" |
| 2  | Rui Costa         | MOV    | + 0"       |
| 3  | Roman Kreuziger   | TST    | + 0"       |
|    |                   |        |            |
| 74 | Tomasz Marczyński | VCD    | + 11' 14"  |

| #  | Zawodnik          | Zespół | Czas       |
| -- | ----------------- | ------ | ---------- |
| 1  | Mathias Frank     | BMC    | 7h 39' 38” |
| 2  | Roman Kreuziger   | TST    | + 23"      |
| 3  | Rui Costa         | MOV    | + 35"      |
|    |                   |        |            |
| 76 | Tomasz Marczyński | VCD    | + 20' 59"  |

### Etap 4 - 11.06: Innertkirchen - Buochs, 161 km
| #   | Zawodnik          | Zespół | Czas       |
| --- | ----------------- | ------ | ---------- |
| 1   | Arnaud Démare     | FDJ    | 4h 08' 23” |
| 2   | Matthew Goss      | OGE    | + 0"       |
| 3   | Tyler Farrar      | GRS    | + 0"       |
|     |                   |        |            |
| 143 | Tomasz Marczyński | VCD    | + 0"       |

| #  | Zawodnik          | Zespół | Czas        |
| -- | ----------------- | ------ | ----------- |
| 1  | Mathias Frank     | BMC    | 11h 48' 01” |
| 2  | Roman Kreuziger   | TST    | + 23"       |
| 3  | Rui Costa         | MOV    | + 35"       |
|    |                   |        |             |
| 75 | Tomasz Marczyński | VCD    | + 20' 59"   |

### Etap 5 - 12.06: Buochs - Leuggern, 176,4 km
| #   | Zawodnik           | Zespół | Czas       |
| --- | ------------------ | ------ | ---------- |
| 1   | Alexander Kristoff | KAT    | 4h 08' 29” |
| 2   | Peter Sagan        | CAN    | + 0"       |
| 3   | Arnaud Démare      | FDJ    | + 0"       |
|     |                    |        |            |
| 157 | Tomasz Marczyński  | VCD    | + 10' 06"  |

| #   | Zawodnik          | Zespół | Czas        |
| --- | ----------------- | ------ | ----------- |
| 1   | Mathias Frank     | BMC    | 15h 56' 30” |
| 2   | Roman Kreuziger   | TST    | + 23"       |
| 3   | Rui Costa         | MOV    | + 35"       |
|     |                   |        |             |
| 111 | Tomasz Marczyński | VCD    | + 31' 05"   |

### Etap 6 - 13.06: Leuggern - Meilen, 186,1 km
| #   | Zawodnik            | Zespół | Czas       |
| --- | ------------------- | ------ | ---------- |
| 1   | Grégory Rast        | RLT    | 4h 23' 53” |
| 2   | Mathew Hayman       | SKY    | + 25"      |
| 3   | Aleksandr Kołobniew | KAT    | + 25"      |
|     |                     |        |            |
| 129 | Tomasz Marczyński   | VCD    | + 10' 43"  |

| #   | Zawodnik          | Zespół | Czas        |
| --- | ----------------- | ------ | ----------- |
| 1   | Mathias Frank     | BMC    | 20h 31' 06” |
| 2   | Roman Kreuziger   | TST    | + 23"       |
| 3   | Rui Costa         | MOV    | + 35"       |
|     |                   |        |             |
| 109 | Tomasz Marczyński | VCD    | + 31' 05"   |

### Etap 7 - 14.06: Meilen - La Punt, 206 km
| #  | Zawodnik           | Zespół | Czas       |
| -- | ------------------ | ------ | ---------- |
| 1  | Rui Costa          | MOV    | 5h 11' 08” |
| 2  | Bauke Mollema      | BLA    | + 0"       |
| 3  | Tejay van Garderen | BMC    | + 0"       |
|    |                    |        |            |
| 63 | Tomasz Marczyński  | VCD    | + 13' 55"  |

| #  | Zawodnik          | Zespół | Czas        |
| -- | ----------------- | ------ | ----------- |
| 1  | Mathias Frank     | BMC    | 25h 42' 36” |
| 2  | Rui Costa         | MOV    | + 13"       |
| 3  | Roman Kreuziger   | TST    | + 23"       |
|    |                   |        |             |
| 89 | Tomasz Marczyński | VCD    | + 44' 38"   |

### Etap 8 - 15.06: Zernez - Bad Ragaz, 180,5 km
| # | Zawodnik          | Zespół | Czas       |
| - | ----------------- | ------ | ---------- |
| 1 | Peter Sagan       | CAN    | 4h 33' 26” |
| 2 | Daniele Bennati   | TST    | + 0"       |
| 3 | Philippe Gilbert  | BMC    | + 0"       |
|   |                   |        |            |
| - | Tomasz Marczyński | VCD    | DNF        |

| # | Zawodnik        | Zespół | Czas        |
| - | --------------- | ------ | ----------- |
| 1 | Mathias Frank   | BMC    | 30h 16' 02” |
| 2 | Rui Costa       | MOV    | + 13"       |
| 3 | Roman Kreuziger | TST    | + 23"       |

### Etap 9 - 16.06: Bad Ragaz - Flumserberg, 26,5 km
| # | Zawodnik      | Zespół | Czas    |
| - | ------------- | ------ | ------- |
| 1 | Rui Costa     | MOV    | 51' 56” |
| 2 | Tanel Kangert | AST    | + 21"   |
| 3 | Bauke Mollema | BLA    | + 29"   |

| # | Zawodnik        | Zespół | Czas        |
| - | --------------- | ------ | ----------- |
| 1 | Rui Costa       | MOV    | 31h 08' 11” |
| 2 | Bauke Mollema   | BLA    | + 1' 02"    |
| 3 | Roman Kreuziger | TST    | + 1' 10"    |

## Liderzy klasyfikacji po etapach
| Etap                 | Zwycięzca            | Klasyfikacja generalna | Klasyfikacja górska | Klasyfikacja punktowa | Klasyfikacja sprinterska | Klasyfikacja drużynowa  |
| -------------------- | -------------------- | ---------------------- | ------------------- | --------------------- | ------------------------ | ----------------------- |
| 1                    | Cameron Meyer        | Cameron Meyer          | -                   | Cameron Meyer         | -                        | Omega Pharma-Quick Step |
| 2                    | Bauke Mollema        | Cameron Meyer          | Ryder Hesjedal      | Cameron Meyer         | Enrique Sanz             | IAM Cycling             |
| 3                    | Peter Sagan          | Mathias Frank          | Roman Kreuziger     | Bauke Mollema         | Enrique Sanz             | Pro Team Astana         |
| 4                    | Arnaud Démare        | Mathias Frank          | Robert Vrečer       | Arnaud Démare         | Enrique Sanz             | Pro Team Astana         |
| 5                    | Alexander Kristoff   | Mathias Frank          | Robert Vrečer       | Peter Sagan           | Enrique Sanz             | Pro Team Astana         |
| 6                    | Grégory Rast         | Mathias Frank          | Robert Vrečer       | Peter Sagan           | Enrique Sanz             | Team Katusha            |
| 7                    | Rui Costa            | Mathias Frank          | Thibaut Pinot       | Peter Sagan           | Enrique Sanz             | Pro Team Astana         |
| 8                    | Peter Sagan          | Mathias Frank          | Robert Vrečer       | Peter Sagan           | Robert Vrečer            | Pro Team Astana         |
| 9                    | Rui Costa            | Rui Costa              | Robert Vrečer       | Peter Sagan           | Robert Vrečer            | Pro Team Astana         |
| Klasyfikacja końcowa | Klasyfikacja końcowa | Rui Costa              | Robert Vrečer       | Peter Sagan           | Robert Vrečer            | Pro Team Astana         |

## Klasyfikacje końcowe

### Klasyfikacja generalna
|    | Zawodnik           | Zespół                  | Czas        |
| -- | ------------------ | ----------------------- | ----------- |
| 1  | Rui Costa          | Movistar Team           | 31h 08′ 11″ |
| 2  | Bauke Mollema      | Blanco Pro Cycling Team | + 1' 02"    |
| 3  | Roman Kreuziger    | Team Saxo-Tinkoff       | + 1' 10"    |
| 4  | Thibaut Pinot      | FDJ                     | + 1' 26"    |
| 5  | Mathias Frank      | BMC Racing Team         | + 1' 43"    |
| 6  | Tanel Kangert      | Pro Team Astana         | + 1' 51"    |
| 7  | Tejay van Garderen | BMC Racing Team         | + 2' 23"    |
| 8  | Daniel Martin      | Garmin-Sharp            | + 2' 42"    |
| 9  | Simon Spilak       | Team Katusha            | + 2' 42"    |
| 10 | Cameron Meyer      | Orica-GreenEDGE         | + 3' 44"    |

|   | Zawodnik           | Zespół                  | Punkty |
| - | ------------------ | ----------------------- | ------ |
| 1 | Peter Sagan        | Cannondale              | 80     |
| 2 | Arnaud Démare      | FDJ                     | 50     |
| 3 | Bauke Mollema      | Blanco Pro Cycling Team | 47     |
| 4 | Rui Costa          | Movistar Team           | 42     |
| 5 | Alexander Kristoff | Team Katusha            | 41     |

|   | Zawodnik            | Zespół            | Punkty |
| - | ------------------- | ----------------- | ------ |
| 1 | Robert Vrečer       | Euskaltel-Euskadi | 31     |
| 2 | Thibaut Pinot       | FDJ               | 28     |
| 3 | Manuele Mori        | Lampre-Merida     | 23     |
| 4 | Rui Costa           | Movistar Team     | 17     |
| 5 | Aleksandr Kołobniew | Team Katusha      | 15     |

|   | Zawodnik            | Zespół                  | Punkty |
| - | ------------------- | ----------------------- | ------ |
| 1 | Robert Vrečer       | Euskaltel-Euskadi       | 15     |
| 2 | Enrique Sanz        | Movistar Team           | 13     |
| 3 | Maxime Bouet        | Ag2r-La Mondiale        | 9      |
| 4 | Luis León Sánchez   | Blanco Pro Cycling Team | 7      |
| 5 | Aleksandr Kołobniew | Team Katusha            | 7      |

|   | Zespół           | Czas        |
| - | ---------------- | ----------- |
| 1 | Pro Team Astana  | 93h 35′ 59″ |
| 2 | BMC Racing Team  | + 4' 06"    |
| 3 | Movistar Team    | + 4' 20"    |
| 4 | Ag2r-La Mondiale | + 7' 48"    |
| 5 | Team Katusha     | + 14' 10"   |

|  |  |